# Mednarodna železniška zveza
Mednarodna železniška zveza (UIC) (francosko: Union internationale des chemins de fer) je bila ustanovljena leta 1922
z namenom izboljšanja standardov delovanja in izgradnje železniške infrastrukture. Eden od osnovnih namenov pa je tudi izboljšati mednarodno sodelovanje med železniškimi podjetji.
Leta 2005 je prišlo do večje reforme zveze predvsem z željo, da bi se lažje soočali z izzivi 21. stoletja kot so liberalizacija trga storitev posledično želja po večji konkurenčnosti in učinkovitosti.
Konec leta 2006 je imela UIC 171 članov, med njimi so tako operaterji, kot vzdrževalci želežniške mreže s petih različnih kontinentov. Sedež pa imajo v Parizu, Francija.